# Selaginella humboldtiana
Selaginella humboldtiana är en mosslummerväxtart som beskrevs av Addison Brown. Selaginella humboldtiana ingår i släktet mosslumrar, och familjen mosslummerväxter. Inga underarter finns listade i Catalogue of Life.